# 5 Minute Walk

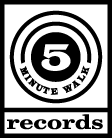

5 Minute Walk was een onafhankelijk platenlabel dat door Frank Tate in april 1995 werd opgericht en zich in Concord, Californië bevond. Het bracht enkel muziek uit van christelijke bands en beschouwde zichzelf als een christelijke dienst. Een een groot gedeelte van de platenverkoop werd aan liefdadigheidsinstellingen geschonken. Veel albums werden door Masaki Liu geproduceerd in diens One Way Studio (in Benicia) als digitale opnames). Tate was daar hoofdproducer.
De albums die onder 5 Minute Walk zijn uitgebracht, werden door Diamante Music Group gedistribueerd. DMG was werkzaam van 1993 tot 2004 vanuit Newport Beach. EMI werd de nieuwe distributeur en beheerde ook het andere label van DMG Tooth and Nail Records. Rond 2001 schrapte het label alle artiesten, behalve de ska-band Five Iron Frenzy. Toen deze band in 2003 uit elkaar ging, vormde leadzanger Reese Roper de poppunk-band "Roper". In 2004 bracht deze band haar enige album "Brace Yourself for the Mediocre" uit. Rond 2006 gingen de bandleden uit elkaar.
5 Minute Walk had SaraBellum Records als sublabel. Albums die onder dit label uitkwamen, werden door Warner Music Group gedistribueerd. Het sub-label werd in 2001 samengevoegd toen Diamante Music Group door EMI werd overgenomen.

## Slogan
"Houd van God, houd van anderen, neem de tijd om te luisteren."
Passage uit een interview dat Frank Tate in 1999 had met Harmon Leon:

Als je vijf minuten de tijd neemt om met Jezus te praten zoals je tegen een vriend zou praten, dan kan Hij ook jóuw vriend worden. Ik weet dat het vreemd klinkt, maar ik daag je uit het eens te proberen. De volgende keer dat je afgewezen wordt, je je eenzaam voelt, bang of gefrustreerd bent, maak dan een wandeling van vijf minuten en praat met Hem zoals je met een vriend zou doen. Vertel hem precies hoe je je voelt en wat je denkt.

## Bands
- Brave Saint Saturn
- Cameron Jaymes
- Dime Store Prophets
- Dryve
- The Echoing Green
- The Electrics
- Five Iron Frenzy
- Justin McRoberts
- Model Engine (was Black Eyed Sceva)
- Mortal (stopte in 1995 en werd Fold Zandura)
- My Brother's Mother
- Philmore
- Rivulets and Violets
- Roper
- Rose Blossom Punch
- Seven Day Jesus
- Sherri Youngward
- Soul-Junk
- The W's
- Yum Yim Children